# Universidad de Ulm

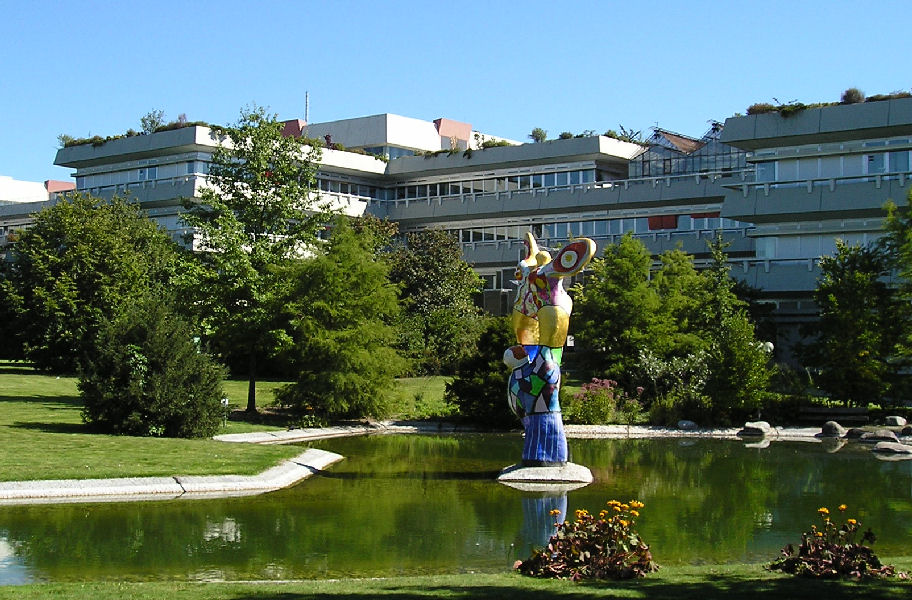
Edificio principal de la Universidad de Ulm. En primer plano, la escultura "El poeta y su musa" (1978) de Niki de Saint Phalle.

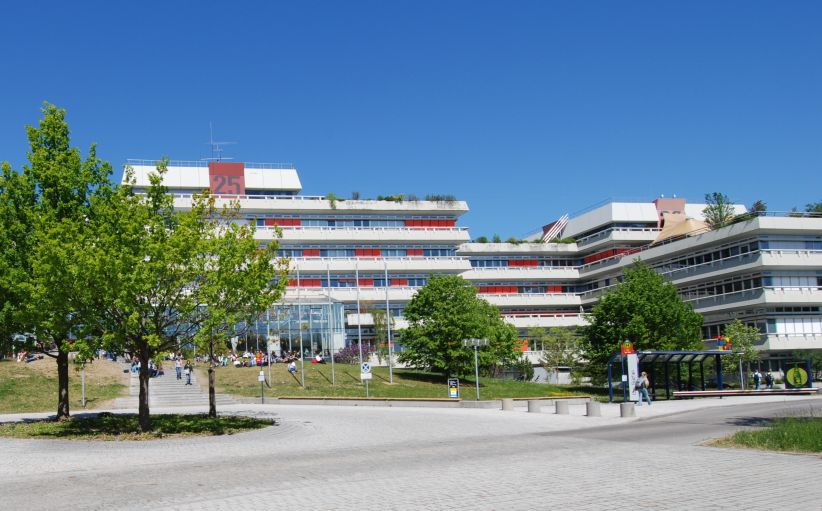
Edificio principal desde el sur

Universidad de Ulm ( en alemán: Universität Ulm ) es una universidad pública con sede en Ulm, Baden-Württemberg, Alemania. Fundada en 1967, tiene facultades de ciencias naturales, medicina, ingeniería, matemáticas, economía y ciencias de la computación. El campus principal está situado al norte de la ciudad, en una colina llamada Oberer Eselsberg.

## Historia
El nacimiento de la universidad en 1967 se combinó con un fuerte impulso a la investigación aplicada, con la creación de un parque científico alrededor del campus universitario. De esta forma, las facultades e institutos universitarios se combinaron con empresas como Daimler, BMW, Siemens AG, Nokia o AEG, centros conocidos con el nombre de Sonderforschungsbereiche, acogidos por la Sociedad Alemana de Investigación ( Deutsche Forschungsgemeinschaft, DFG ). La financiación por parte de terceros alcanzó en 2009 los 67,5 millones de euros.
En 1998, la Universidad de Ulm introdujo un programa de maestrías internacionales en inglés, como el máster en Tecnologías de la Comunicación. Otro programa, el C-Tech, tiene colaboración con varias universidades de renombre. También ofrece otros programas en inglés, como el de medicina molecular, en materiales avanzados, en ciencia y tecnología energética, en finanzas, en biología y en oncología avanzada.
En 2003, la Universidad de Ulm participó en la fundación de una universidad privada en Egipto, la Universidad Alemana en El Cairo, en colaboración con la Universidad de Stuttgart y el servicio alemán de intercambio académico (DAAD).
Desde 2007, la universidad participa en la Iniciativa de Excelencia de Universidades Alemanas con la Escuela Internacional de Posgrado en Medicina Molecular de Ulm. En 2008, la universidad adaptó nuevamente su programa de estudios, incluyendo un nuevo programa llamado "Terapia especial del dolor".  Otra novedad es el programa de tres semestres de “Mediación Comercial y Desarrollo Organizacional”, que consta de nueve módulos y sigue las directrices de la Asociación Federal de Mediación Comercial y Laboral.

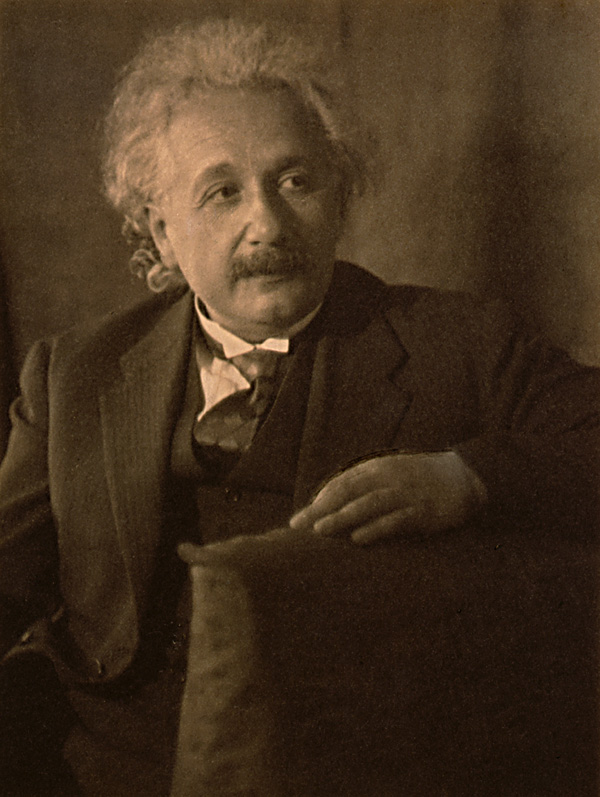
Albert Einstein

Como Albert Einstein nació en Ulm en 1879, hubo varios intentos de dar su nombre a la universidad. En noviembre de 2006, las autoridades académicas solicitaron formalmente dar el nombre de Einstein a la universidad.  Sin embargo, la decisión no fue confirmada por el departamento de Ciencia, Investigación y Arte del Estado de Baden-Württemberg. Sí lleva el nombre del físico judío la calle donde se sitúan los edificios principales de la Universidad de Ulm, "Albert-Einstein-Allee".

## Campus

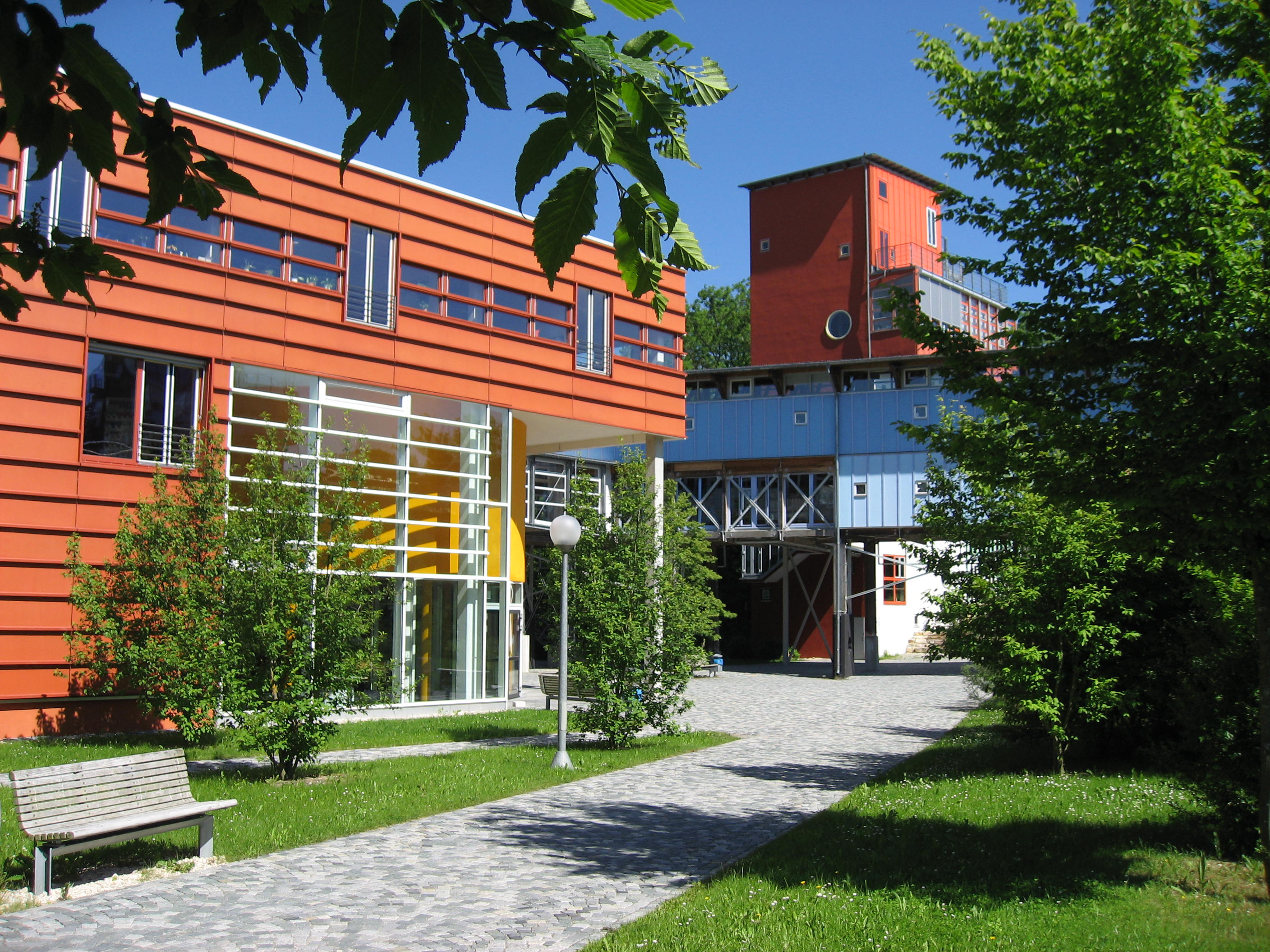
Biblioteca principal de la Universidad de Ulm.

El campus de la Universidad de Ulm está situado en una colina a las afueras de la ciudad de Ulm y alberga una variedad de programas de investigación y desarrollo públicos e industriales, así como tres grandes hospitales. La universidad se compone de cuatro divisiones, que en las universidades alemanas tradicionalmente se denominan facultades, y de institutos separados.  En efecto, la universidad está dividida en cuatro facultades, cada una de ellas con varios institutos científicos. Las facultades están dirigidas por decanatos, que son los encargados de coordinar los servicios a los estudiantes. 
- Facultad de Ingeniería y Ciencias de la Computación
- Facultad de Matemáticas y Economía

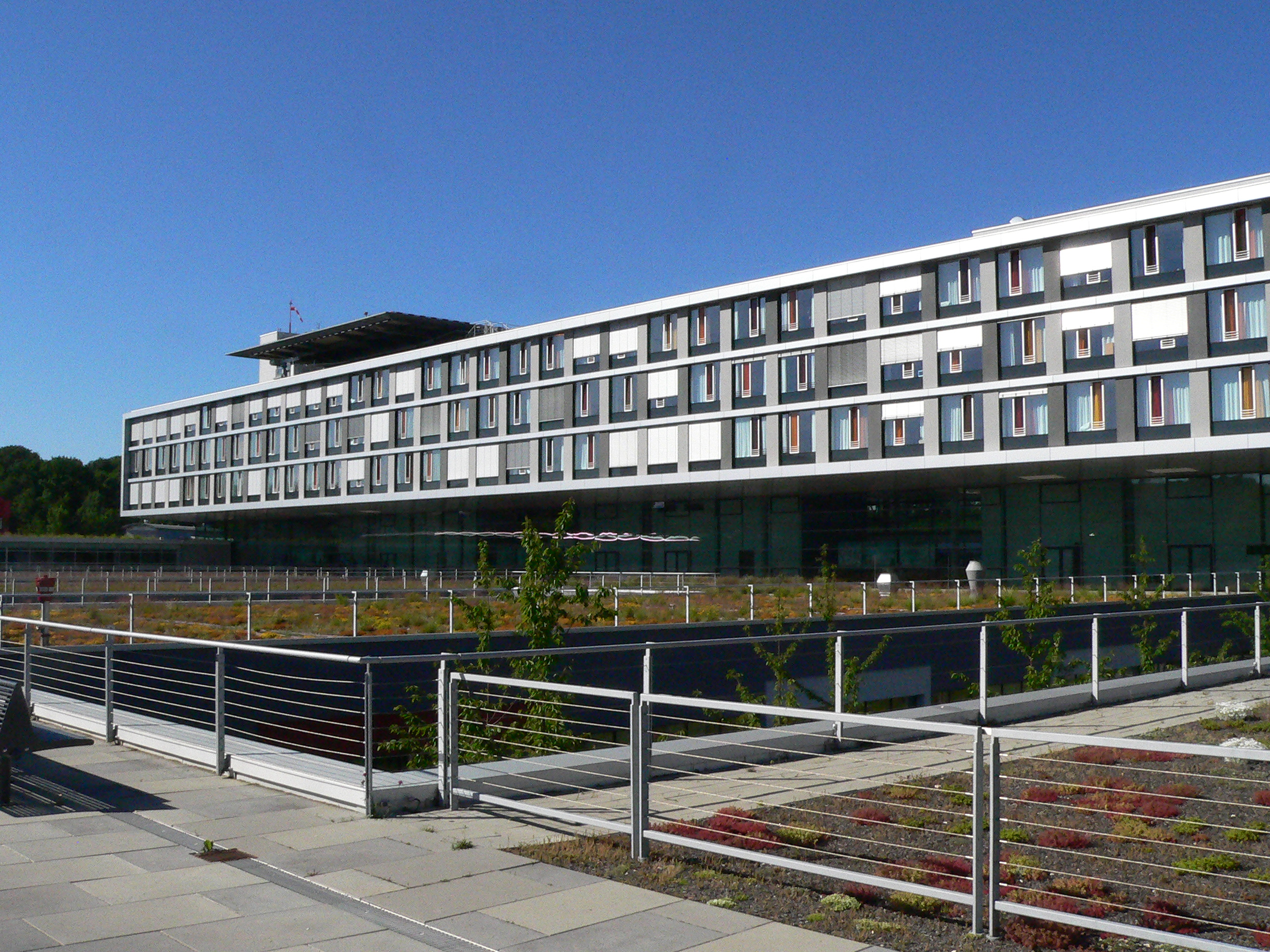
Hospital Universitario de Ulm, Centro de Cirugía

- Facultad de Ciencias Naturales
- Facultad de Medicina

### Investigación
La universidad ha definido las siguientes áreas como principales líneas de investigación: ingeniería y tecnología, ciencias de la vida y medicina, nanomateriales y biomateriales y servicios financieros

### Clasificaciones
Según el QS Rankings de 2024, la Universidad de Ulm se ubicó en el puesto 542 a nivel mundial y en el puesto 34 a nivel nacional. En la Clasificación académica de universidades del THE de 2024, la Universidad de Ulm ocupó el puesto 193 a nivel mundial, mientras que a nivel nacional ocupó entre el 19 y el 21.  El ranking Académico de las Universidades del Mundo (ARWU) de 2022 la situó entre el puesto 401 y 500 a nivel internacional y entre el 25 y 31 en Alemania. 

### Universidad Alemana de El Cairo
Junto con la Universidad de Stuttgart, la universidad es una universidad asociada de la Universidad Alemana de El Cairo . 

## Profesores destacados
- Dieter Grossmann, pintor y crítico.
- Erich Sackmann, físico experimental.
- Franz Josef Radermacher, matemático y economista.
- Helmut Maier, matemático.
- Elisabeth Kalko, ambientóloga.
- Martin Bodo Plenio, físico.
- Heiner Fangerau, historiador de la medicina.
- Wolfgang P. Schleich, físico teórico.

## Alumnos destacados
- Reiner Knizia, diseñador de juegos de mesa.
- Sarah Straub, compositora y pianista.